# Квінт Сальвідієн Руф
Квінт Сальвідієн Руф (*Quintus Salvidienus Rufus, д/н — 40 до н. е.) — військовий та політичний діяч часів падіння Римської республіки.

## Життєпис
Походив з роду Сальвідієнів, які належали до нижчих шарів суспільства. Про батьків нічого невідомо. Замолоду став другом Октавіана, майбутнього імператора Августа. З часом увійшов до стану вершників. Є версія, що брав участь в іспанській кампанії 49-48 років до н.е. Гая Юлія Цезаря під час громадянської війни проти Гнея Помпея Великого.
У 44 році до н. е. разом з Марком Віпсанієм Агріппою та Октавіаном знаходився у м. Аполлонія. Того ж року після загибелі Гая Юлія Цезаря підтримав Октавіана у боротьбі за владу. Було всиновлено представником роду Салвіїв, ставши Квінтом Салвієм Сальвідієном Руфом.
У 42 році до н. е. як легат очолив флот, що діяв проти Секста Помпея. Спочатку переміг війська останнього, що висадилися біля Регія. Проте через недосвідченість команди зазнав поразки у морській битві, не зміг закріпитися на Сицилії.
Можливо, брав участь у битві при Філіпах. Того ж року на чолі 6 легіонів рушив до Іспанії. У 41 році до н. е. рушив до Італії, де почалася Перузійська війна між Луцієм Антонієм та Октавіаном. Вимушений подолати спротив Квінта Фуфія Калена, проконсула в Цізальпійській Галлії. Очолив облогу Сентіна, який захопив та сплюндрував. Незабаром захопив Нурсію. Після цього разом з Агріппою змусив здатися Антонія в Перузії.
У 40 році до н. е. Сальвідієна призначено промагістратом до Цізальпійської Галлії на чолі із 11 легіонів. Незабаром Руфа було призначено консулом на 39 рік до н. е., хоча він не був претором й не став сенатором. Але через декілька місяців до Італії з великим військом вдерся Марк Антоній. За цих умов Сальвідієна запропонував останньому свою допомогу — легіони і ресурси Галлії. Зрада Руфа стала відома Октавіану від Марка Антонія після укладання договору в Брундізії. Сальвідієна Руфа було звинувачено у зраді та засуджено. Невдовзі його страчено.